# San Carlo alle Quattro Fontane
De barokke kerk San Carlo Alle Quattro Fontane staat in Rome en is tussen 1634 en 1677 gebouwd naar een ontwerp van Francesco Borromini. Het is een van de bouwkundige hoogtepunten van de westerse kunstgeschiedenis. Vanwege de kleine omvang staat de kerk ook wel bekend als San Carlino.

## Ligging
De San Carlo alle Quattro Fontane is gebouwd op het hoogste punt van de heuvel Quirinaal in Rome op het kruispunt van de Via del Quirinale en de Via delle Quattro Fontane. De kerk is genoemd naar de vier fonteinen, die in opdracht van paus Sixtus V tussen 1585 en 1590 zijn gebouwd.

## Bouwgeschiedenis

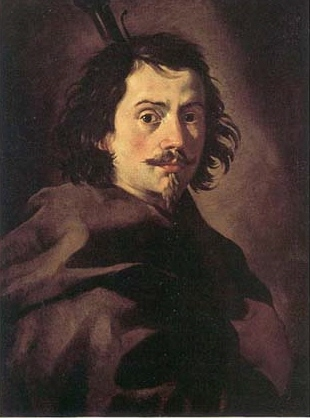
Francesco Borromini

In 1634 gaf de Orde van de Allerheiligste Drie-eenheid, ook bekend als de Orde van de Trinitariërs, architect Francesco Borromini (1599 - 1667) opdracht om een kerk en een klooster te ontwerpen. De kerk is gewijd aan Carolus Borromeüs, een kardinaal uit een oud Milanees geslacht. Paus Paulus V verklaarde Carolus Borromeüs in 1610 heilig vanwege zijn werk voor pestlijders in Milaan.
Borromini startte in 1634 met de bouw van het klooster aan de zuidkant van het perceel. De keuken en de refter bevinden zich op de begane grond. De cellen van de broeders bevinden zich op de twee verdiepingen daarboven. De derde verdieping huisvest de bibliotheek.
In de periode 1635 - 1637 bouwde Borromini de kruisgang en de kapittelzaal aan de Via del Quirinale. Het schip van de kerk bouwde hij tussen 1638 en 1641. De kerk is gewijd op 16 oktober 1646 door kardinaal Ulderico Capegna.
De façade kon door financiële problemen pas veel later worden opgericht. Borromini werkte hieraan vanaf 1665 tot aan zijn dood in 1667. Zijn neef Bernardo Castelli Borromini zette na de dood van Borromini het werk aan de klokkentoren en de hoogste verdieping voort. Hij startte de werkzaamheden in 1670 en rondde de bouw volgens het oorspronkelijke ontwerp af in 1677.

## Plattegrond
Borromini gebruikte voor de kruisgang een traditioneel rechthoekige plattegrond met gekoppelde Dorische zuilen. In de hoeken zouden dan eigenlijk drie zuilen moeten staan, maar Borromini liet de middelste zuil op de hoekpunt weg. De twee overblijvende zuilen verbond hij met elkaar door een bolle muur.
Bij de bouw van de kerk moest Borromini rekening houden met een van de vier bestaande fonteinen op de kruising van beide straten. Voor het schip koos Borromini in eerste aanleg voor een simpele ovaal in de lengterichting van de kerk. Vervolgens leek de plattegrond steeds meer op een samensmelting van een Grieks kruis en een ovaal, hetgeen erg veel lijkt op een centraalbouw. Deze vorm ontwikkelde zich tijdens de bouw verder tot de huidige, complexe plattegrond van drie gelijkbenige driehoeken en vier in elkaar geschoven ovalen. De middelpunten van de ovalen vormen twee gelijkzijdige driehoeken.
Het veelvuldig gebruik van zowel ovaal als driehoek in deze kerk verwijst naar de heilige drie-eenheid. Zo geeft de familie Borromeo namelijk zijn naam aan de Borromeaanse ringen. Dit zijn drie ringen die zo in een knoop liggen, dat verwijdering van elke afzonderlijke ring de andere twee volledig vrijmaakt. Met cirkelvormige ringen is dit onmogelijk, maar met ellipsvormige ringen met een willekeurig kleine excentriciteit kan dat wel. Een andere veelgebruikte vorm is het Grieks kruis, dat voorzien is van een blauwe horizontale balk en een rode verticale balk. Dit is het wapen van de Trinitariërs.
|  |  |  |  |

## Interieur
Het kloosterdeel kent een relatief eenvoudige opzet. De kruisgang heeft een unieke oplossing voor de binnenhoeken. Waar veel bouwmeesters een probleem hebben met het zuiver geometrisch ontwerpen van de binnenhoeken volgens de klassieke regels, ontkent Borromini eigenlijk op deze manier dat deze binnenhoeken er zijn. Het is een elegante oplossing voor een probleem dat Filippo Brunelleschi voor de eerste maal bewust probeerde op te lossen. Borromini heeft in andere gebouwen voor een vergelijkbare oplossing gekozen. Deze zijn te vinden in het interieur van de Oratorio dei Filippini, Santa Maria dei Sette Dolori en Cappella dei Re Magi. De zuilen van de kruisgang zijn van de Dorische orde. De kruisgang is wit gestuct. De opening in het dak voorzag de put in het midden van regenwater. De opstelling doet enigszins denken aan het impluvium van een Romeinse domus uit de Oudheid.
De balustrade boven het kloosterhof kenmerkt de aard van de oplossingen die Borromini toepast in zijn bouwwerken. De spijlen van de balustrade zijn in doorsnede niet cirkelvormig, maar driehoekig met uitgeholde zijden. De spijlen zijn ook niet gelijk, maar wijzen alternerend naar boven en naar onderen. Zo ontstaat een contrast van licht en donker (chiaroscuro of clair-obscur) en valt de balustrade niet weg tegen de witte achtergrond.
De crypte van het kerkgedeelte geeft een goed beeld van de complexe plattegrond. In de crypte bevindt zich een nis met een altaar. In de nis is in de 18e eeuw een fresco aangebracht van Jezus aan het kruis met de Maagd Maria en Johannes de Doper. In de crypte is ook een nis vrijgelaten voor het graf van Borromini. Omdat hij in 1667 zelfmoord pleegde, is Borromini niet op deze plaats bijgezet.
|  |  |  |  |

Ook het schip is heel erg doordacht ontworpen. De orde van de 16 zuilen is Composiet. De zuilen zijn bijna vrijgemaakt van de muur en lijken tegen de wand te leunen. De opstelling van de zuilen ten opzichte van elkaar is een muzikaal ritme (Janson, 2004:573-574). Hierdoor golft de binnenwand op een uiterst complexe wijze. Deze golving maakt ruimte voor drie altaren in het schip.
De golving van de binnenwand is heel goed te zien aan het hoofdgestel, dat de binnenruimte tot een eenheid maakt. De verbinding tussen het gegolfde hoofdgestel naar een eenvoudige ovale koepel is niet eenvoudig. Borromini ontwierp hiervoor een complex tussenstuk van vier pendentieven en vier halfkoepels. Deze halfkoepels zijn voorzien van taps toelopende vierhoekige cassettes. De halfkoepel boven de ingang is opengewerkt en is voorzien van een venster.
Het plafond van de koepel is voorzien van complexe geometrische cassettes (insparingen), waaronder zeshoeken, Griekse kruizen en grote achthoeken die ovalen omsluiten. De koepel is in een kerk als deze ook afbeelding van de hemel. In 1609 stelde Johannes Kepler dat planeten niet een cirkelvormige, maar een ellipsvormige baan om de zon hebben. De vorm van de koepel kan verwijzen naar deze ontdekking.
De koepel lijkt veel hoger dan hij in werkelijkheid is. Borromini bereikte dat effect door het patroon naar binnen toe te verkleinen en het daglicht via onzichtbare ramen in de achthoekige lantaarn naar binnen te laten komen. Het licht legt vervolgens de nadruk op de enige gekleurde elementen van de koepel, namelijk de toewijding van de kerk “Sanctiss Trinitati Beatoq Carolo Borromeo an sal MDCXL” en de witte duif in een gouden driehoek als symbool van zuiverheid, verlossing en vrede.
|  |  |  |  |  |

Borromini gebruikte in het interieur van deze kerken zeer weinig kostbaar goud of marmer. Hij voerde vrijwel alles uit in wit stucwerk, waardoor de geometrische complexiteit van zijn ontwerp het beste te zien is. Ook ontbreekt een weelderige decoratie van beelden en schilderingen. In de pendentieven hebben Giuseppe en Giulio Bernasconi in vier witgestucte tondo’s het leven en de werken van de grondleggers van de orde van de Trinitariërs afgebeeld:
- Johannes van Matha en Félix van Valois ontmoeten elkaar.
- Paus Innocentius III erkent de orde.
- De oprichters van de orde ontvangen het habijt.
- Johannes van Matha en Félix van Valois kopen christelijke slaven vrij.

De Fransman Pierre Mignard heeft voor het hoogaltaar het schilderij “Sint Carolus Borromeüs beschouwt de Heilige Drie-eenheid met de Heiligen Johannes van Matha en Felix van Valois” gemaakt. Boven het schilderij is het wapen van de Trinitariërs te zien.
Rechts van het hoofdaltaar is een zij-altaar dat is gewijd aan de Trinitariër Sint Miguel de los Santos (1591-1625). Het schilderij van Amalia de Angelis uit 1847 laat de heilige in extase zien als de Verlosser zijn hart uitwisselt. Het zij-altaar links is gewijd aan Sint Juan Bautista de la Concepción (1561-1613), een hervormer van de Orde van de Trinitariërs. Het altaarstuk is in 1819 gemaakt door Prospero Mallerini. De heilige is in extase als hij een crucifix ter hand neemt.
|  |  |  |  |  |

## Exterieur
Een brede architraaf deelt de gevel op in twee lagen. Vier kolossale Korinthische zuilen ondersteunen deze brede kroonlijst en verdelen de gevel in drie delen. Onder de architraaf is het centrale muurvak bol en de flankerende muurvakken hol. De bolle portiek wordt geflankeerd door twee kleinere Korinthische zuilen. Boven het portiek staat de sculptuur van een biddende Sint Carolus Borromeüs door Antonio Raggi uit 1675. De nis waarin deze sculptuur staat wordt omkaderd door cherubijnen. Deze sculptuur wordt in de holle vlakken geflankeerd door de heiligen Johannes van Matha en Felix van Valois, de grondleggers van de Trinitariërs. Beide sculpturen zijn uitgevoerd door Sillano Sillani in 1682. De beeltenissen staan boven twee ovale ramen.
De orden van de benedenverdieping herhaalt zich in de bovenverdieping. Deze verdieping heeft drie holle muurvlakken. Het centrale muurvlak heeft een balustrade, waarachter een soort lantaarn staat met daarin een groot rechthoekig venster. Deze lantaarn markeert de overgang tussen de bolle onderverdieping en holle bovenverdieping. De twee lege flankerende nissen worden bekroond door het wapen van de Trinitariërs.
Het bovenste deel van de gevel bestaat uit een sterk gekromde kroonlijst die wordt onderbroken door een ovale medaillon. Borromini kantelde dit medaillon zodat de voorbijgangers in de nauwe straat toch het fresco “De kroning van de Heilige Maagd Maria door de Heilige Drie-eenheid” van Pietro Giarguzzi uit 1677 konden bekijken. Helaas is het fresco niet meer zichtbaar.
De ovale toren bestaat uit 8 holle muurvlakken die zijn gescheiden door enkelvoudige Toscaanse zuilen. De toren lijkt op een pagode. Deze vernauwt zich op het eind in vier treden naar een wereldbol waarover het kruis heerst.
|  |  |  |  |

## Plaats van de San Carlo alle Quattro Fontane in de canon van de kunstgeschiedenis
Dit eerste zelfstandige werk van Borromini werd verguisd door zijn tijdgenoten. Het voldeed in hun ogen niet aan de eisen die de klassieke bouwkunst stelde. Pas in het midden van de 19e eeuw viel deze kerk weer in genade bij critici.
Borromini gebruikt op zich in de San Carlino bekende en algemeen geaccepteerde vormen.
- Zo paste Borromini de klassieke orden toe. Weliswaar gebruikte hij kolossale zuilen en pilasters, maar ingepast in de traditie die Michelangelo Buonarroti ruim een eeuw eerder inzette. De kruisgang heeft veel weg van de opzet van een Romeinse domus. Voor de ongebruikelijke lantaarn op de voorgevel is ook een Romeinse verwijzing gevonden.
- De complexe façade past in de ontwikkeling om het volume van de gevels te vergroten. Hij bouwt voort op het werk van Pietro da Cortona, in het bijzonder de Santi Luca e Martina en de Santa Maria della Pace.
- Ook zijn gebruik van vertekening van perspectief en het manipuleren van licht om een theatraal effect te krijgen is niet ongebruikelijk voor de bouwwerken in deze periode.
- Wat Borromini juist onderscheidde van zijn tijdgenoten is dat hij de grenzen van de klassieke bouwkunst opzoekt en deze op een ongebruikelijke manier met elkaar verbindt. Hij was dan ook een grote inspiratiebron van latere bouwmeesters, in het bijzonder Giovanni Battista Piranesi.

Het verschil in stijl tussen Borromini en zijn tijdgenoot en belangrijkste rivaal Gian Lorenzo Bernini is goed te zien bij een vergelijking tussen de San Carlo alle Quattro Fontane en de Sant'Andrea al Quirinale. Borromini gebruikt in de San Carlino zeer complexe structuren en eenvoudige witgeschilderde oppervlakken. Bernini bouwde de Sant’Andrea nog geen 100 meter verder. De kerk heeft een dwarsgeplaatste ovaal als plattegrond. Verder is deze kerk in zijn plattegrond conformistisch. Alle kenmerkende elementen zijn al eerder door andere bouwmeesters toegepast. Bernini versierde het interieur rijkelijk met schilderingen en sculpturen en maakte juist daardoor deze kerk tot een geheel.